# Фінал Ліги чемпіонів УЄФА 2023
Фінал Ліги чемпіонів УЄФА 2023 року — фінальний матч розіграшу Ліги чемпіонів УЄФА 2022—23, 68-го сезону в історії Кубка європейських чемпіонів і 31-го сезону в історії Ліги чемпіонів УЄФА. Матч відбувся 10 червня 2023 року на «Олімпійському стадіоні Ататюрка» у Стамбулі (Туреччина).
Спочатку було заплановано проведення фіналу на стадіоні «Вемблі» у Лондоні, Англія. Однак через відстрочку та перенесення фіналу 2020 року до Лісабону через пандемію COVID-19, господарі, які мали приймати фінали наступних сезонів, приймали фінали наступного сезону кожен, а фінал сезону 2022-23 мав пройти на «Альянц Арені» у Мюнхені. Коли фінал сезону 2020-21, який мав відбутися на Олімпійському стадіоні Ататюрка, було також перенесено через пандемію COVID-19 у Туреччині, було вирішено провести у Стамбулі фінал 2023 натомість. А Мюнхен отримав право приймати фінал у 2025.
Переможець також зіграє з переможцем Ліги Європи УЄФА 2022—23 за Суперкубок УЄФА 2023.

## Команди
У таблиці, фінали до 1992 року з епохи  Кубка європейських чемпіонів, а з 1993 року — епохи Ліги чемпіонів УЄФА.
| Команда        | Попередні виступи (жирним шрифтом виділені перемоги) |
| -------------- | ---------------------------------------------------- |
| Інтер          | 5 (1964, 1965, 1967, 1972, 2010)                     |
| Манчестер Сіті | 1 (2021)                                             |

## Місце проведення
«Олімпійський стадіон Ататюрка» вдруге приймав фінал Ліги чемпіонів УЄФА: перший був у 2005 році. Стадіон є домашньою ареною для збірної Туреччини. На момент проведення фіналу стадіон Ататюрка є найбільшим стадіоном країни.

## Посол матчу
Посол матчу в цьому сезоні ‒ колишній гравець збірної Туреччини Хаміт Алтинтоп, який був послом для фіналів у 2020 та 2021, перш ніж обидва були перенесені до Лісабону та Порту відповідно.

## Передмова
Це буде перша гра між клубами на рівні УЄФА. Жузеп Гвардіола вдруге вивів свою команду до фіналу, вперше вони зіграли у 2021 році коли поступились з рахунком 0–1 «Челсі». «Манчестер Сіті» може стати автором золотого хет-трику, раніше вигравши Прем’єр-лігу та Кубок Англії.
Для «Інтера» цей фінал стане шостим у 1964, 1965 та 2010 «чорно-сині» здобували перемоги, а в двох матчах (1967, 1972) зазнали поразки. «Інтер» сподівається на золотий дубль оскільки раніше здобув Кубок Італії обігравши «Фіорентіну».
«Манчестер Сіті» виграв шість матчів в італійських клубів, тоді як «Інтер» виграв шістнадцять матчів у англійських клубів.

## Шлях до фіналу
Примітка: У всіх результатах, поданих нижче, голи фіналістів подаються першими, натомість де відбувався матч вказано в дужках (д: вдома; г: в гостях; н: на нейтральному полі).
| Поз | Команда            | І | О  |
| --- | ------------------ | - | -- |
| 1   | Баварія            | 6 | 18 |
| 2   | Інтер              | 6 | 10 |
| 3   | Барселона          | 6 | 7  |
| 4   | Вікторія (Пльзень) | 6 | 0  |

| Поз | Команда             | І | О  |
| --- | ------------------- | - | -- |
| 1   | Манчестер Сіті      | 6 | 14 |
| 2   | Боруссія (Дортмунд) | 6 | 9  |
| 3   | Севілья             | 6 | 5  |
| 4   | Копенгаген          | 6 | 3  |

## Матч
| 10 червня 2023 22:00 |

| Манчестер Сіті | 1:0      | Інтер |
| -------------- | -------- | ----- |
| - Родрі 68'    | Протокол |       |

| Олімпійський стадіон Ататюрка, Стамбул Глядачів: 71,412 Арбітр: Шимон Марциняк (Польща) |

| Манчестер Сіті | Інтер |

| ВР               | 31 | Едерсон           | 90+4' |     |
| ЗХ               | 6  | Натан Аке         |       |     |
| ЗХ               | 3  | Рубен Діаш        |       |     |
| ЗХ               | 25 | Мануель Аканджі   |       |     |
| ПЗ               | 5  | Джон Стоунз       |       | 82' |
| ПЗ               | 16 | Родрі             |       |     |
| ПЗ               | 20 | Бернарду Сілва    |       |     |
| ПЗ               | 17 | Кевін Де Брейне   |       | 36' |
| ПЗ               | 8  | Ілкай Гюндоган () |       |     |
| ПЗ               | 10 | Джек Гріліш       |       |     |
| НП               | 9  | Ерлінг Голанн     | 90+2' |     |
| Запасні:         |    |                   |       |     |
| ВР               | 18 | Штефан Ортега     |       |     |
| ВР               | 33 | Скотт Карсон      |       |     |
| ЗХ               | 2  | Кайл Вокер        |       | 82' |
| ЗХ               | 14 | Емерік Лапорт     |       |     |
| ЗХ               | 21 | Серхіо Гомес      |       |     |
| ЗХ               | 82 | Ріко Льюїс        |       |     |
| ПЗ               | 4  | Калвін Філліпс    |       |     |
| ПЗ               | 32 | Максимо Перроне   |       |     |
| ПЗ               | 47 | Філ Фоден         |       | 36' |
| ПЗ               | 80 | Коул Палмер       |       |     |
| НП               | 19 | Хуліан Альварес   |       |     |
| НП               | 26 | Ріяд Махрез       |       |     |
| Головний тренер: |    |                   |       |     |
| Жузеп Гвардіола  |    |                   |       |     |

| ВР               | 24             | Андре Онана         | 90+2' |     |
| ЗХ               | 36             | Маттео Дарміан      |       | 84' |
| ЗХ               | 15             | Франческо Ачербі    |       |     |
| ЗХ               | 95             | Алессандро Бастоні  |       | 76' |
| ПЗ               | 2              | Дензел Дюмфріс      |       | 76' |
| ПЗ               | 23             | Ніколо Барелла      | 59'   |     |
| ПЗ               | 77             | Марцело Брозович () |       |     |
| ПЗ               | 20             | Хакан Чалханоглу    |       | 84' |
| ПЗ               | 32             | Федеріко Дімарко    |       |     |
| НП               | 10             | Лаутаро Мартінес    |       |     |
| НП               | 9              | Едін Джеко          |       | 57' |
| Запасні:         |                |                     |       |     |
| ВР               | 1              | Самір Ханданович    |       |     |
| ВР               | 21             | Алекс Кордац        |       |     |
| ЗХ               | 6              | Стефан де Врей      |       |     |
| ЗХ               | 12             | Рауль Белланова     |       | 76' |
| ЗХ               | 33             | Даніло Д'Амброзіо   |       | 84' |
| ЗХ               | 37             | Мілан Шкриняр       |       |     |
| ПЗ               | 5              | Роберто Гальярдіні  |       |     |
| ПЗ               | 8              | Робін Гозенс        |       | 76' |
| ПЗ               | 14             | Крістіан Асллані    |       |     |
| ПЗ               | 22             | Генріх Мхітарян     |       | 84' |
| НП               | 11             | Хоакін Корреа       |       |     |
| НП               | 90             | Ромелу Лукаку       | 83'   | 57' |
| Головний тренер: |                |                     |       |     |
| Сімоне Індзагі   | Сімоне Індзагі | Сімоне Індзагі      | 90+6' |     |

| Гравець матчу: Родрі (Манчестер Сіті) Помічники арбітра: Павел Сокольнички (Польща) Томаш Лісткєвич (Польща) Четвертий арбітр: Іштван Ковач (Румунія) Резервний помічник арбітра: Васіле Марінеску (Румунія) Відеоасистент арбітра: Томаш Квятковський (Польща) Помічник відеоасистента арбітра: Бартош Франковський (Польща) Допоміжний відеоасистент арбітра : Марко Фріц (Німеччина) | Регламент - 90 хвилин. - 30 хвилин додаткового часу за необхідності. - Серія пенальті за необхідності. - По дванадцять запасних гравців. - Максимум п'ять заміни гравців від кожної команди посеред матчу та шоста у разі додаткового часу. |

### Статистика
| Статистика            | Манчестер Сіті | Інтер |
| --------------------- | -------------- | ----- |
| Голи                  | 0              | 0     |
| Удари по воротах      | 4              | 4     |
| Удари в площину воріт | 2              | 1     |
| Сейви                 | 1              | 2     |
| Володіння м'ячем      | 61%            | 39%   |
| Кутові                | 0              | 1     |
| Порушення             | 4              | 8     |
| Офсайди               | 1              | 1     |
| Жовті картки          | 0              | 0     |
| Червоні картки        | 0              | 0     |

| Статистика            | Манчестер Сіті | Інтер |
| --------------------- | -------------- | ----- |
| Голи                  | 1              | 0     |
| Удари по воротах      | 3              | 10    |
| Удари в площину воріт | 2              | 4     |
| Сейви                 | 4              | 1     |
| Володіння м'ячем      | 54%            | 46%   |
| Кутові                | 2              | 3     |
| Порушення             | 7              | 9     |
| Офсайди               | 0              | 0     |
| Жовті картки          | 2              | 4     |
| Червоні картки        | 0              | 0     |

| Статистика            | Манчестер Сіті | Інтер |
| --------------------- | -------------- | ----- |
| Голи                  | 1              | 0     |
| Удари по воротах      | 7              | 14    |
| Удари в площину воріт | 4              | 5     |
| Сейви                 | 5              | 3     |
| Володіння м'ячем      | 57%            | 43%   |
| Кутові                | 2              | 4     |
| Порушення             | 11             | 17    |
| Офсайди               | 1              | 1     |
| Жовті картки          | 2              | 4     |
| Червоні картки        | 0              | 0     |

## Позначки
1. ↑  Кожна команда має по три можливості провести заміни, а також четверта можливість у додатковому часі, за виключенням замін проведених у перерві, перед початком додаткового часу та перерви у додатковому часі.